# Werner Scheurmann
Werner Scheurmann (født 27. september 1909) var en schweizisk håndboldspiller som deltog under Sommer-OL 1936.
Han var en del af det schweiziske håndboldlandshold, som vandt en bronzemedalje. Han spillede i en kamp.